# 절대사랑
"절대사랑"은 1994년에 개봉한 대한민국의 영화이다.

## 캐스팅
- 황신혜
- 변우민
- 김예령
- 박철호
- 김동주
- 설종두 : 정찬호 역
- 최성관 : 회장 역
- 성경애 : 미스 정 역
- 나갑성 : 형사 1 역
- 신준영 : 형사 2 역
- 유만형 : 판사 역
- 김지순 : 수녀원장 역
- 김영신 : 김채우 역
- 이종서 : 변호사 역
- 김정례 : 부인 역
- 정병호 : 동료 1 역
- 김세영 : 동료 2 역
- 서정아 : 가수 역